# General Surgery
General Surgery ist die älteste noch aktive Grindcore-Band Schwedens. Während sie in ihrer Frühphase dem Goregrind zuzuordnen war, verband sie nach ihrer Wiedervereinigung Grindcore und Death Metal und wird dem Deathgrind zugeordnet.

## Bandgeschichte
General Surgery wurde 1989 in Stockholm als Grindcore-Projekt von Musikern verschiedener schwedischer Death-Metal-Bands unter dem Einfluss der englischen Grindcore-Pioniere Carcass gegründet. Nach einigen Line-up-Wechseln nahm die Band 1990 in der Besetzung Richard Cabeza (Gesang), Joacim „Jocke“ Carlsson (Gitarre), Matti Kärki (Bass) und Mats Nordrup (Schlagzeug) die Demos Erosive Offals und Pestisferous Anthropophagia auf. Nachdem Cabeza zu Dismember wechselte, wurde Grant McWilliams neuer Sänger, und es folgte das dritte 1990er Demo Internecine Prurience. Nach den Aufnahmen zur EP Necrology wechselte auch Matti Kärki zu Dismember und Mats Nordrup ging zu Regurgitate. Die EP erschien bei Relapse Records 1991 als Vinyl und wurde 1994 als CD wiederveröffentlicht. Nach einer längeren Pause formierte sich General Surgery 1999 neu. Es folgten mehrere Splits mit anderen Grindcore-Bands und weitere Besetzungswechsel. Durch den Weggang von Sänger Grant McWilliams verzögerte sich die Veröffentlichung des offiziellen Debütalbums Left Hand Pathology, das schließlich 2006 erschien. 2009 erschien das zweite Studioalbum Corpus In Extremis - Analysing Necrocriticism, das die Gruppe stilistisch näher am Death Metal als am Grindcore zeigte.

## Diskografie
- Necrology (EP, Relapse Records, 1991)
- General Surgery / The County Medical Examiners (Split, Razorback Records, 2003)
- General Surgery / Filth (Split, Bones Brigade Records, 2004)
- Demos (Kompilation, Buio Omega Records, 2004)
- Left Hand Pathology (Album, Listenable Records, 2006)
- General Surgery / Butcher ABC (Split, Obliteration Records, 2009)
- Corpus In Extremis: Analysing Necrocriticism (Album, Listenable Records, 2009)
- Like An Ever Flying Limb (EP, Relapse Records, 2012)